# Taula (base de dades)
Taula en les bases de dades, es refereix al tipus de modelatge de dades, on es guarden les dades arreplegades per un programa. La seua estructura general s'assembla a la vista general d'un programa de Full de càlcul i facilita el treball posterior amb les dades.
Les taules es componen de dues estructures:
- Camp: Correspon al nom de la columna. Ha de ser únic i a més de tenir un tipus de dada associada.

- Registre: Correspon a cada fila que compon la taula. Allí es componen les dades i els registres. Eventualment poden ser nuls en el seu emmagatzematge.

En la definició de cada camp, ha d'existir un nom únic, amb el seu tipus de dada corresponent. Açò és útil a l'hora de manejar diversos camps en la taula, ja que cada nom de camp ha de ser distint entre si.
Als camps se'ls pot assignar, a més, propietats especials que afecten els registres inserits. El camp pot ser definit com a índex o autoincrementable, la qual cosa permet que les dades d'aqueix camp canvien sols o siguen el principal indicar a l'hora d'ordenar les dades contingudes.
Cada taula creada ha de tenir un nom únic en la cada Base de dades, fent-la accessible mitjançant el seu nom o el seu pseudònim (Alias) (depenent del tipus de base de dades triada).
L'estructura de les taules ve donat per la forma d'un arxiu pla, els quals en un inici es componien d'una manera similar.

## Tipus de Taules
Tipus de taules especials
A més de la funció estàndard de les taules bàsiques definides per l'usuari, SQL Server proporciona els següents tipus de taula que permeten portar a terme objectius especials en una base de dades:
1)Taules amb particions
2)Taules temporals
3)Taules del sistema
4)Taules amples

### Taules amb participacions
Les taules amb particions són taules les dades de les quals s'han dividit horitzontalment entre unitats que poden repartir-se per més d'un grup d'arxius d'una base de dades. Les particions faciliten l'administració de les taules i els índexs grans perquè permeten obtenir accés i administrar subconjunts de dades amb rapidesa i eficàcia al mateix temps que mantenen la integritat del conjunt. En un escenari amb particions, les operacions com, per exemple, la càrrega de dades d'un sistema OLTP a un sistema OLAP, poden realitzar-se en qüestió de segons en lloc de minuts o hores en altres versions. Les operacions de manteniment que es realitzen en els subconjunts de dades també es realitzen de forma més eficaç perquè només afecten a les dades necessàries en lloc de tota la taula.
Té sentit crear una taula amb particions si la taula és molt gran o s'espera que cresca molt, i si alguna de les dues condicions següents és veritable:
La taula conté, o s'espera que continga, moltes dades que s'utilitzen de manera diferent.
Les consultes o les actualitzacions de la taula no es realitzen com s'esperava o els costos de manteniment són superiors als períodes de manteniment predefinits.
Les taules amb particions admeten totes les propietats i característiques associades amb el disseny i consulta de taules estàndard, incloses les restriccions, els valors predeterminats, els valors d'identitat i marca de temps, els desencadenants i els índexs. Per tant, si desitja implementar una vista amb particions que siga local respecte a un servidor, ha d'implementar una taula amb particions. Per a obtenir informació per a comprendre, dissenyar i implementar taules amb particions, veja Taules i índexs amb particions.

### Taules temporals
Hi ha dos tipus de taules temporals: locals i globals. Les taules temporals locals són visibles només per als seus creadors durant la mateixa connexió a una instància de SQL Server com quan es crearen o quan es va fer referència a elles per primera vegada. Les taules temporals locals s'eliminen quan l'usuari es desconnecta de la instància de SQL Server. Les taules temporals globals estan visibles per a qualsevol usuari i connexió una vegada creades, i s'eliminen quan tots els usuaris que fan referència a la taula es desconnecten de la instància de SQL Server.
Per a obtenir més informació sobre les taules temporals, veja Conceptes bàsics per a crear i modificar taules.

### Taules del sistema
SQL Server emmagatzema els dades que defineixen la configuració del servidor i de totes les seues taules en un conjunt de taules especial, conegut com a taules del sistema. Els usuaris no poden consultar ni actualitzar directament les taules del sistema si no és a través d'una connexió d'administrador dedicada (DAC) que només hauria d'utilitzar-se sota la supervisió dels serveis d'atenció al client de Microsoft. Per a obtenir més informació, veja Usar una connexió d'administrador dedicada. Les taules de sistema es canvien normalment en cada versió nova de SQL Server. Pot ser que les aplicacions que fan referència directament a les taules del sistema hàgen d'escriure's de nou per a poder actualitzar-les a una versió nova de SQL Server amb una versió diferent de les taules de sistema. La informació de les taules del sistema està disponible a través de les vistes de catàleg. Per a obtenir més informació, veja Taules del sistema (Transact-SQL).

### Taules amples
Una taula ampla és una taula que té definit un conjunt de columnes. Les taules amples usen les columnes disperses per a augmentar fins a 30.000 el nombre total de columnes permeses. El nombre d'índexs i estadístiques també s'augmenta fins a 1.000 i 30.000, respectivament. La grandària màxima d'una fila d'una taula ampla és de 8.019 bytes. Per tant, la majoria de les dades de qualsevol fila han de ser NULL. Per a crear una taula ampla o convertir una taula en una taula ampla, agregue un conjunt de columnes a la definició de taula. El nombre màxim de columnes no disperses més les columnes calculades d'una taula ampla segueix sent 1.024.
Amb les taules amples, pot crear esquemes flexibles dins d'una aplicació. Pot agregar o llevar columnes sempre que ho desitge. Tinga present que l'ús de taules amples té consideracions de rendiment úniques, com uns majors requisits de memòria en temps d'execució i en temps de compilació. Per a obtenir més informació, veja Consideracions de rendiment per a les taules amples.

## Taules persistents
Són aquelles que permeten que els registres siguen eliminats o esborrats manualment i tenim de tres tipus:
Base, Vistes, Instantanis
Base.- És on es troba tota la informació de tots els registres sense que es faça cap validació addicional.
Vistes.- És una vista o relació que es fa en referència a una fila o columna especifica.
Instantanis.- Són aquells registres que es poden veure de manera immediata amb solament una referència.

## Taules Temporals
Són aquelles taules que són eliminades automàticament pel motor de base de dades.